# Statue équestre de Gengis Khan

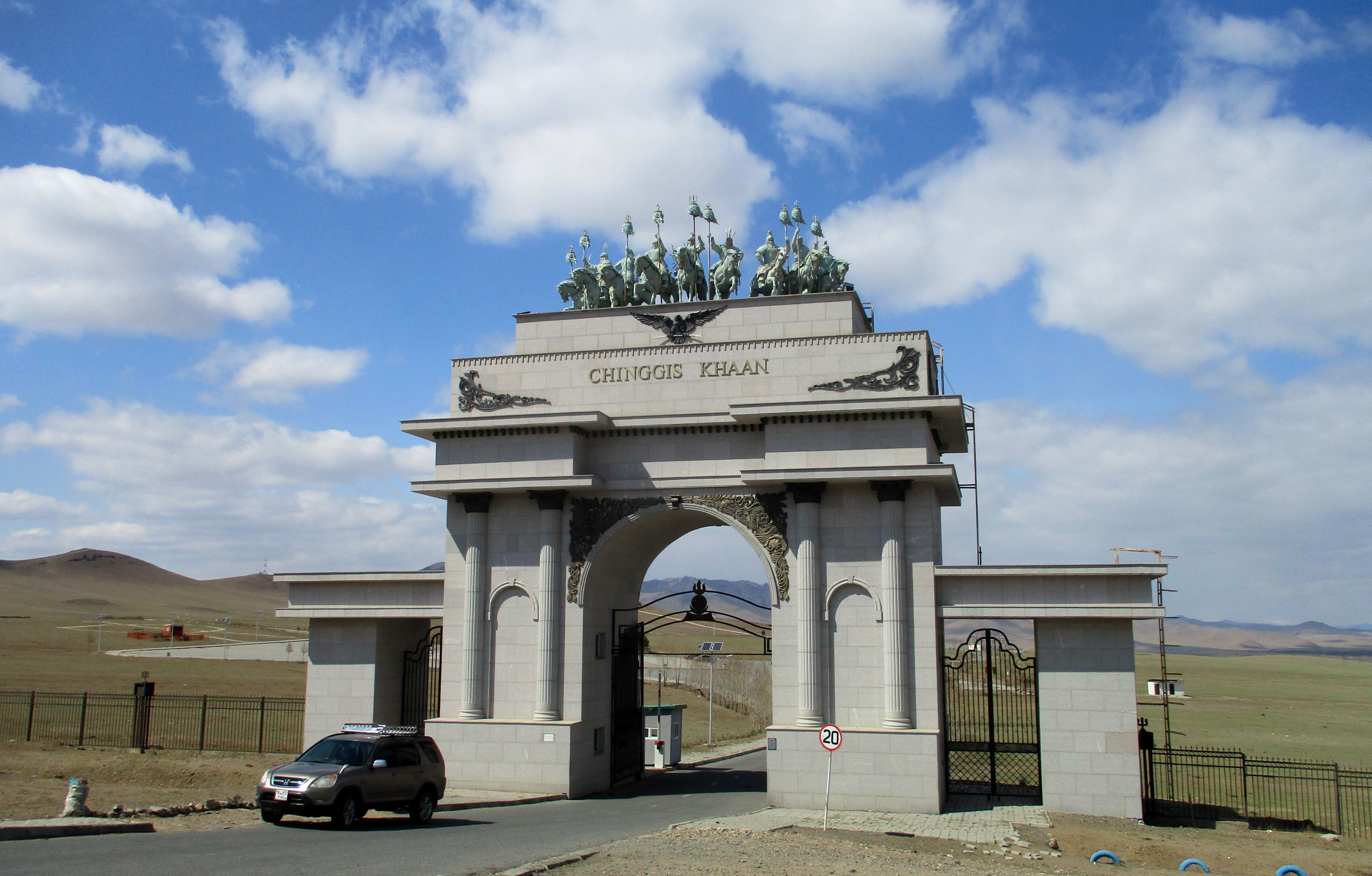
Statue équestre de Gengis Khan

La statue équestre de Gengis Khan a été érigée en 2008 au bord de la rivière Toula à Tsonjin Boldog (ou Tianjin Boldog), partie de Erdene (en), province de Töv, à 54 km à l'est de la capitale mongole Oulan-Bator.

## Description
Haute de 30 mètres, faite d'acier inoxydable creux, elle pèse quelque 250 tonnes, la hauteur totale avec le bâtiment s'élève à 40 mètres.

Selon la légende, Genghis Khan a trouvé à cet endroit une cravache d'or. La statue est orientée à l'est, vers le lieu de naissance du conquérant, et se dresse au-dessus d'un centre d'accueil haut de dix mètres qui lui sert de socle, encerclé par 36 colonnes représentant les 36 khans, depuis le premier, Gengis Khan, jusqu'au dernier, Ligdan Khan. Il a été conçu par le sculpteur D. Erdenebileg et l'architecte J. Enkhjargal.

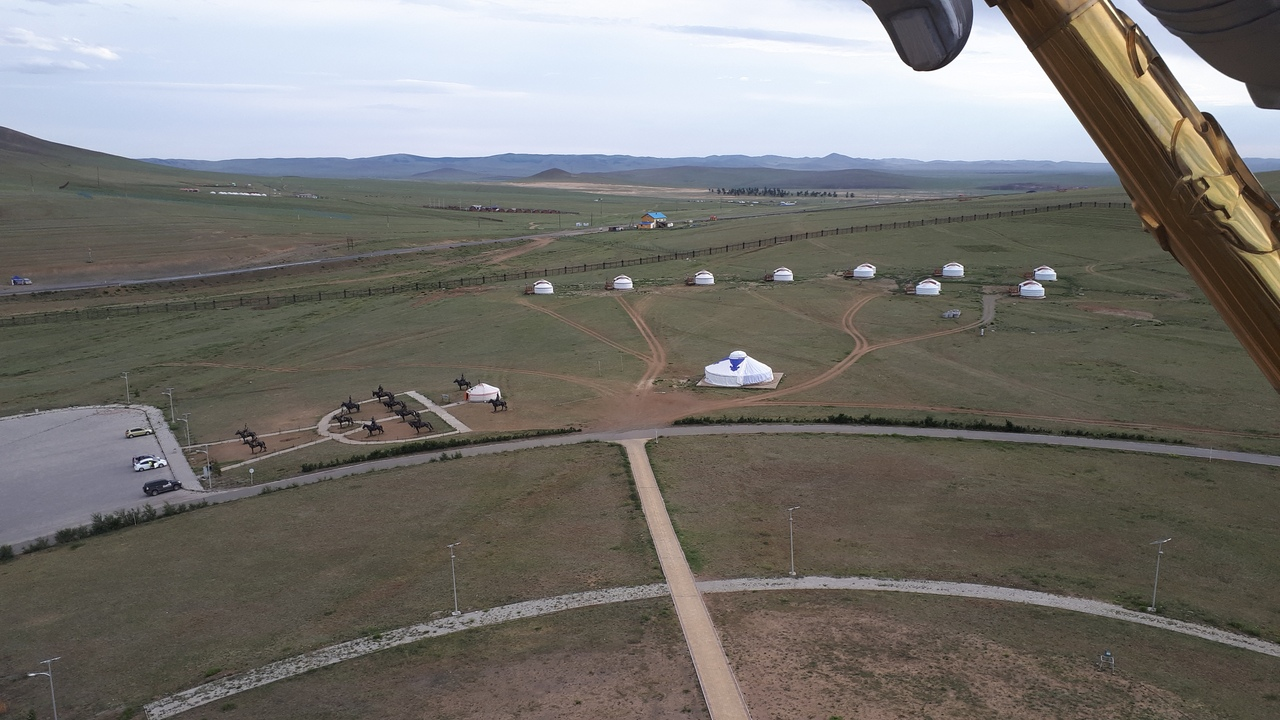
Vue du parc d'attractions depuis la terrasse d'observation sur la statue de Gengis Khan

Les visiteurs pénètrent dans l'intérieur de la statue et parviennent jusqu'à la tête du cheval, d'où ils ont une vue panoramique. Le site est entouré par un camp de 200 yourtes, disposées en forme de fer à cheval, animal utilisé par les tribus mongoles du XIIIe siècle.
Le coût de l'ensemble s'élève à 4,1 millions de dollars, investis par la société mongole The Genco Tour Bureau.
Le musée attenant présente une exposition relative à l'âge du bronze et à la culture archéologique de Xiongnu en Mongolie, exposant des ustensiles usuels, des boucles de ceinture, des couteaux, des animaux sacrés, etc. Une seconde exposition est basée sur la grande période des Khans, des XIIIe et XIVe siècles avec des outils, des sujets d'orfèvrerie et des croix et des chapelets nestoriens. À côté du musée, un centre touristique et de loisirs couvre 212 hectares.